# Stará Huť
Stará Huť település Csehországban, a Příbrami járásban. Stará Huť Rybníky, Mokrovraty, Svaté Pole, Nový Knín és Dobříš településekkel határos. Lakosainak száma 1620 fő (2024. január 1.).

## Népesség
A település lakosságának változását az alábbi diagram mutatja:
| Lakosok száma | 1249 | 1243 | 1323 | 1154 | 1088 | 1142 | 1348 | 1450 | 1569 | 1620 |
|               | 1869 | 1890 | 1921 | 1950 | 1980 | 2001 | 2017 | 2019 | 2022 | 2024 |